# 蜜キング
蜜キング（みつキング）は日本の漫画家。別名義にみつき つみがある。

## 経歴・特徴
『コミックPフラート』を中心として作品を発表していた。丸顔の女性を主として描く。幼馴染みの男女が結ばれる純愛系の作品が多く掲載されていた。
趣味は、新宿御苑の横に建設されるマンション分譲情報を眺めることだったという。

## 作品

### 読み切り・連載
- いもうと☆アタック 純愛果実 2009年9月号
- どきどき♥ハートカプセル コミックPフラート VOL.2（コミックポプリクラブ2009年12月号増刊）
- ゴス♠シス 純愛果実 2010年1月号
- フジョ♥アネ コミックPフラート VOL.3（コミックポプリクラブ2010年2月号増刊）
- あなただけのこえ コミックPフラート VOL.4（コミックポプリクラブ2010年4月号増刊）
- モンダイ×キョーダイ 純愛果実 2010年7月号)
- SWEET?PERFUME コミックPフラート VOL.8（コミックポプリクラブ2010年12月号増刊）
- ラブブソク? コミックPフラート VOL.10（コミックポプリクラブ2011年4月号増刊）
  - ラブブソクク－(マイナス)? コミックPフラート VOL.12（コミックポプリクラブ2011年8月号増刊）
  - FINALラブブソク? コミックPフラート VOL.13（コミックポプリクラブ2011年10月号増刊)
- My Dangerous Lady♥ コミックPフラート VOL.14（コミックポプリクラブ2011年12月号増刊）
  - My Dangerous Darling♥ 単行本『おとなりカノジョ。』描き下ろし
- 再恋ホスピタル ナマイキッ! 2011年8月号
- 恋愛受験生 コミックPフラート VOL.15（コミックポプリクラブ2012年2月号増刊）
- 卒業ブロッサム コミックPフラート VOL.16（コミックポプリクラブ2012年4月号増刊）
- 赤外線♥レッスン ナマイキッ! 2012年4月号
- ワルキューレロマンツェ［少女騎士物語] 予告、第1話 - 最終話 月刊コミック電撃大王 2012年4月号 - 11月号、2013年1月号 - 7月号（原作:Ricotta）
- NOISY DAYS! STAGE1:Sealed With A Loving Kiss コミックPフラート VOL.20（コミックポプリクラブ2012年12月号増刊） [2]

### 単行本
- 『おとなりカノジョ。』 マックス、ポプリコミックス（2012年5月24日発売）
  - 収録作品：「SWEET＊PERFUME」、「ラブブソク?」、「ラブブソク－?」、「FINALラブブソク?」、「どきどき♥ハートカプセル」、「フジョ♥アネ」、「あなただけのこえ」、「My Dangerous Lady♥」、「My Dangerous Darling♥」、「恋愛受験生」、「卒業ブロッサム」
- 『ワルキューレロマンツェ［少女騎士物語] 』Ricotta：原作、全2巻、電撃コミックス（2012年11月27日、 2013年8月27日発売）

### 挿絵
- 花と乙女に祝福を 短編集（ハーヴェスト出版・なごみ文庫）[3]

### ゲーム
- 乙女が奏でる恋のアリア（ensemble）[4]
- 乙女が奏でる恋のアリア 君に捧げるアンコール（ensemble）[5]